# Марокко на пісенному конкурсі Євробачення
У 1979 році, після перемоги Галі Атарі та «Milk and Honey» з піснею «Hallelujah» на Пісенному конкурсі Євробачення 1979, Ізраїль повідомив, що відмовляється приймати Пісенний конкурс Євробачення другий раз поспіль, через скрутне фінансове становище після проведення конкурсу в 1979 році. Пізніше, коли Європейська мовна спілка повідомила дату проведення фіналу конкурсу, що збігалася з Днем пам'яті жертв Голокосту в Ізраїлі, той відмовився брати участь у конкурсі в 1980 році, який мав відбутися в Гаазі, Нідерланди.
Марокко, який до цього не брав участь у Пісенному конкурсі Євробачення, через те, що в ньому брав участь Ізраїль, скориставшись нагодою, дебютує на конкурсі, ставши першою африканською країною на Пісенному конкурсі Євробачення. Його представила співачка Саміра Саїд із піснею «Bitakat Hob», посіла 18 сходинку. «Bitakat Hob» стала першою арабськомовною піснею на Пісенному конкурсі Євробачення.
Після повернення Ізраїля на конкурс у 1981 році, а також через низький результат Марокко на конкурсі в 1980 році, тодішній король цієї країни Хасан II назавжди відмовився від ідеї участі країни в Пісенному конкурсі Євробачення.

### Євробачення 2012
У 2011 році марокканський канал «2M TV» подав заяву на членство в Європейській мовній спілці, щоб Марокко міг брати участь у Пісенному конкурсі Євробачення, не дивлячись на Арабо-ізраїльський конфлікт. Після змін правил участі в конкурсі, було оголошено, що брати участь у ньому можуть навіть ті канали, які знаходяться на стадії набуття членства в ЄМС.
Попри те, що канал «SNRT», який є членом ЄМС, виступив проти участі Марокко в Пісенному конкурсі Євробачення 2012, канал «2M TV» подав заявку на участь країни в конкурсі. Проте, через тиск влади країни, яка також була проти участі країни в Пісенному конкурсі Євробачення 2012, співаки з Марокко так і не взяли участі у конкурсі.

## Учасники
| Рік  | Місце проведення | Виконавець     | Мова     | Пісня       | Фінал | Фінал | Півфінал           | Півфінал           |
| Рік  | Місце проведення | Виконавець     | Мова     | Пісня       | Місце | Бали  | Місце              | Бали               |
| ---- | ---------------- | -------------- | -------- | ----------- | ----- | ----- | ------------------ | ------------------ |
| 1980 | Гаага            | Саміра Бенсаїд | Арабська | Bitakat Hob | 18    | 7     | Півфіналів не було | Півфіналів не було |

Марокко не виступає на Євробаченні з 1981 року.

## Історія голосування
| Найбільше балів віддали: | Найбільше балів віддали: | Найбільше балів віддали: |
| #                        | Країна                   | Бали                     |
| ------------------------ | ------------------------ | ------------------------ |
| 1                        | Туреччина                | 12                       |
| 2                        | Німеччина                | 10                       |
| 3                        | Велика Британія          | 8                        |
| 4                        | Швейцарія                | 7                        |
| 5                        | Швеція                   | 6                        |

| Найбільше балів отримали від: | Найбільше балів отримали від: | Найбільше балів отримали від: |
| #                             | Країна                        | Бали                          |
| ----------------------------- | ----------------------------- | ----------------------------- |
| 1                             | Італія                        | 7                             |